# Сульфит кадмия
Сульфит кадмия — неорганическое соединение,
соль кадмия и сернистая кислоты с формулой CdSO3,
бесцветные кристаллы,
не растворяется в воде,
образует кристаллогидрат.

## Получение
- Растворение карбоната кадмия в растворе сернистой кислоты:

{\displaystyle {\mathsf {CdCO_{3}+H_{2}SO_{3}\ {\xrightarrow {}}\ CdSO_{3}\downarrow +CO_{2}\uparrow +H_{2}O}}}

## Физические свойства
Сульфит кадмия образует бесцветные кристаллы
Не растворяется в воде.
Образует кристаллогидрат состава CdSO3•2H2O.

## Химические свойства
- Растворяется в растворах сульфитов щелочных металлов:

{\displaystyle {\mathsf {CdSO_{3}+K_{2}SO_{3}\ {\xrightarrow {}}\ K_{2}[Cd(SO_{3})_{2}]}}}